# زاك بومان (لاعب كرة قدم أمريكية)
زاك بومان (بالإنجليزية: Zack Bowman)‏ هو لاعب كرة قدم أمريكية أمريكي، ولد في 18 نوفمبر 1984 في كولومبيا في الولايات المتحدة.